# Katarina Blagojević
Katarina Blagojević, z domu Jovanović, cyr. Катарина Благојевић [Јовановић] (ur. 31 października 1943 w Belgradzie, zm. 15 listopada 2021) – serbska szachistka, mistrzyni międzynarodowa od 1964 roku.

## Kariera szachowa
Pochodzi z rodziny o tradycjach szachowych, jej siostry Gordana i Rużica również osiągały szachowe sukcesy. W wieku 12 lat zdobyła tytuł mistrzyni Belgradu. Wielokrotnie startowała w finałach indywidualnych mistrzostw Jugosławii, trzykrotnie (1961, 1972, 1974) zdobywając złote medale. Pięciokrotnie reprezentowała barwy Jugosławii na szachowych olimpiadach, zdobywając dwa medale: srebrny (1963, wspólnie z drużyną) oraz brązowy (1966, za indywidualny wynik na III szachownicy).
Największy sukces w karierze odniosła w 1964 r. w Suchumi, gdzie zajęła V miejsce w turnieju pretendentek (wynik ten odpowiadał wówczas szóstej pozycji na świecie). Była również dwukrotną uczestniczką turniejów międzystrefowych, w latach 1971 (Ochryda – IX m.) i 1973 (Minorka – XI m.).
Odniosła szereg sukcesów w turniejach międzynarodowych, m.in. trzykrotnie I miejsce w Beverwijk (1960, 1961, 1962), I miejsce w Amsterdamie (1963), II miejsce w Bad Neunahr (1963, turniej strefowy), II miejsce w Budapeszcie (1966), III miejsce w Havering (1967), II miejsce w Paignton (1967), II miejsce w Belgradzie (1969), dwukrotnie III miejsce w Belgradzie (1970, 1972) oraz dz. I-IV miejsce w Wijk aan Zee (1973, turniej strefowy).
Od 2001 r. nie uczestniczyła w turniejach klasyfikowanych przez Międzynarodową Federację Szachową.